# (21158) 1993 RP18
(21158) 1993 RP18 là một tiểu hành tinh vành đai chính. Nó được phát hiện bởi Henri Debehogne và Eric Walter Elst ở Đài thiên văn La Silla ở Chile ngày 15 tháng 9 năm 1993.